# Neustadt/Harz
Neustadt/Harz is een plaats en voormalige gemeente in de Duitse deelstaat Thüringen, en maakt deel uit van de Landkreis Nordhausen. Neustadt/Harz telt  inwoners.
De gemeente maakte deel uit van de Verwaltungsgemeinschaft Hohnstein/Südharz tot deze op 6 juli 2018 werd opgeheven. Neustadt/Harz werd opgenomen in de gemeente Harztor.

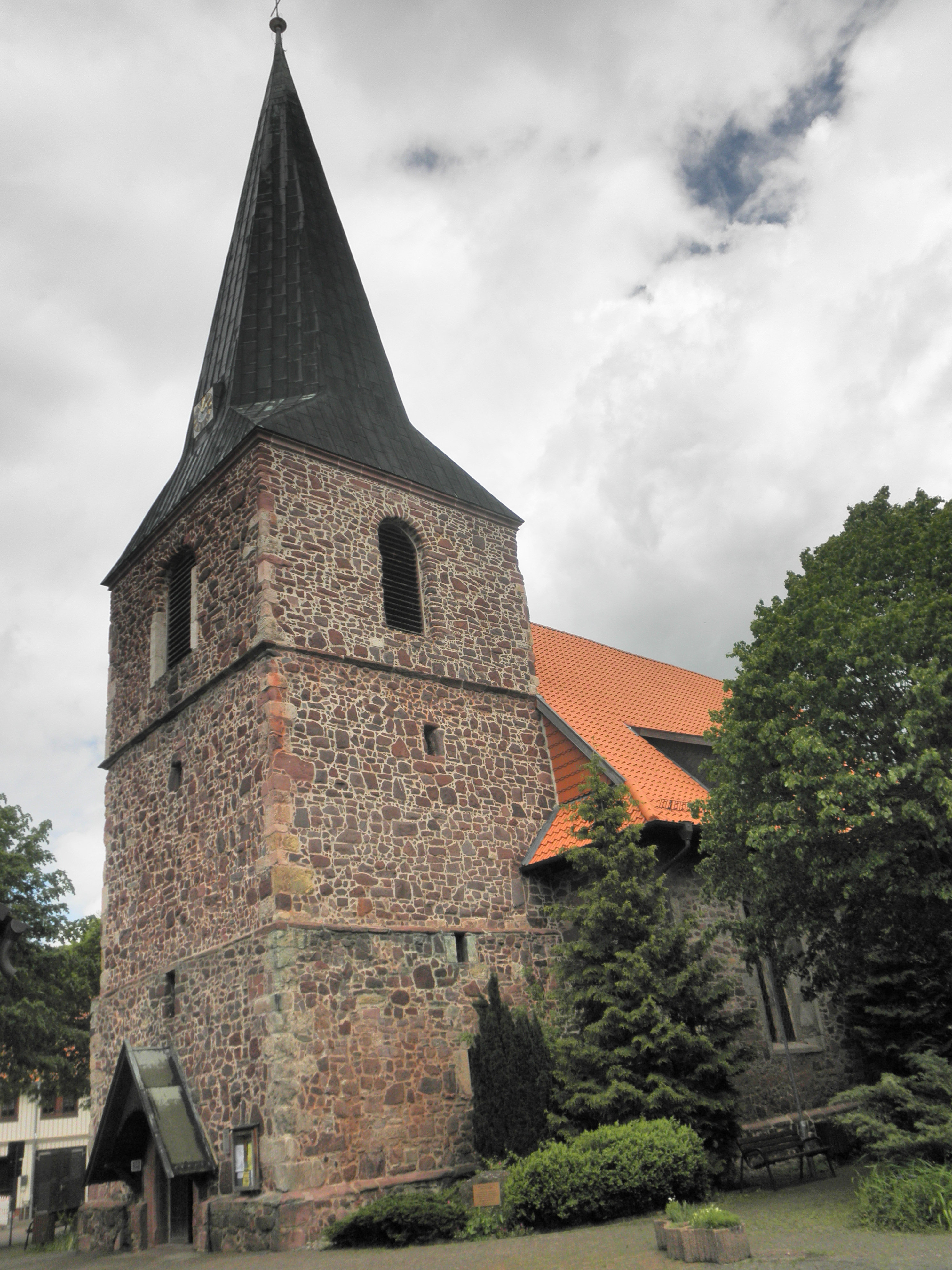
Dorpskerk (2014)